# Matt Lintz
Matthew Lintz (Atlanta, 23 de mayo de 2001) es un actor estadounidense conocido por interpretar el papel de Matthew en Pixels y Henry en la serie de televisión de AMC The Walking Dead. Sus dos hermanas mayores, Mackenzie y Madison, son actrices y su hermano menor Macsen también es actor.

## Filmografía
| Año  | Título                               | Rol                  | Notas |
| ---- | ------------------------------------ | -------------------- | ----- |
| 2009 | Halloween II                         | Mark                 |       |
| 2010 | The Crazies                          | Hijo angustiado      |       |
| 2010 | The Way Home                         | Tucker Simpkins      |       |
| 2011 | A Cinderella Story: Once Upon a Song | Victor Van Ravensway |       |
| 2011 | Level Up                             | Talking Boy Scout    |       |
| 2012 | A Smile as Big as the Moon           | Shawn Kersjes        |       |
| 2012 | Piranha 3DD                          | David (Niño pecoso)  |       |
| 2012 | What to Expect When You're Expecting | Disruptive Kid       |       |
| 2014 | Kill the Messenger                   | Eric Webb            |       |
| 2015 | Pixels                               | Matthew              |       |

| Año       | Título           | Rol            | Notas                                                                                    |
| --------- | ---------------- | -------------- | ---------------------------------------------------------------------------------------- |
| 2010      | Memphis Beat     | Scotty Groves  | 1 episodio                                                                               |
| 2011      | Army Wives       | Chris          | 1 episodio                                                                               |
| 2012      | Revolution       | Jack           | 1 episodio                                                                               |
| 2013      | Banshee          | Horace         | 1 episodio                                                                               |
| 2013      | Sleepy Hollow    | Thomas Grey    | 1 episodio                                                                               |
| 2018      | The Alienist     | Stevie Taggert | 8 episodios                                                                              |
| 2018–2019 | The Walking Dead | Henry †        | Elenco principal, 10 episodios (temporada 9) Elenco invitado, 2 episodios (temporada 10) |
| 2022      | Ms. Marvel       | Bruno carrelli | 6 episodios                                                                              |